# Geel lantaarntje
Het geel lantaarntje (Ischnura hastata) is een libellensoort uit de familie van de waterjuffers (Coenagrionidae). Het mannetje van deze soort is de enige libel waarvan het pterostigma in de voorvleugel niet tegen de voorrand van de vleugel ligt, maar één celrij daarachter.
De wetenschappelijke naam van de soort werd in 1839 als Agrion hastata gepubliceerd door Thomas Say. De Nederlandstalige naam is ontleend aan Libellen van Europa.
Van deze Amerikaanse soort komt ook een populatie voor op de Azoren, waar het de algemeenste juffer is. Die populatie bestaat uit uitsluitend vrouwtjes. Uit de onbevruchte eitjes komen uitsluitend vrouwelijke nakomelingen (parthenogenese). Op de Azoren zijn nog nooit mannetjes van de soort waargenomen. In Amerikaanse populaties is geen parthenogenese vastgesteld.

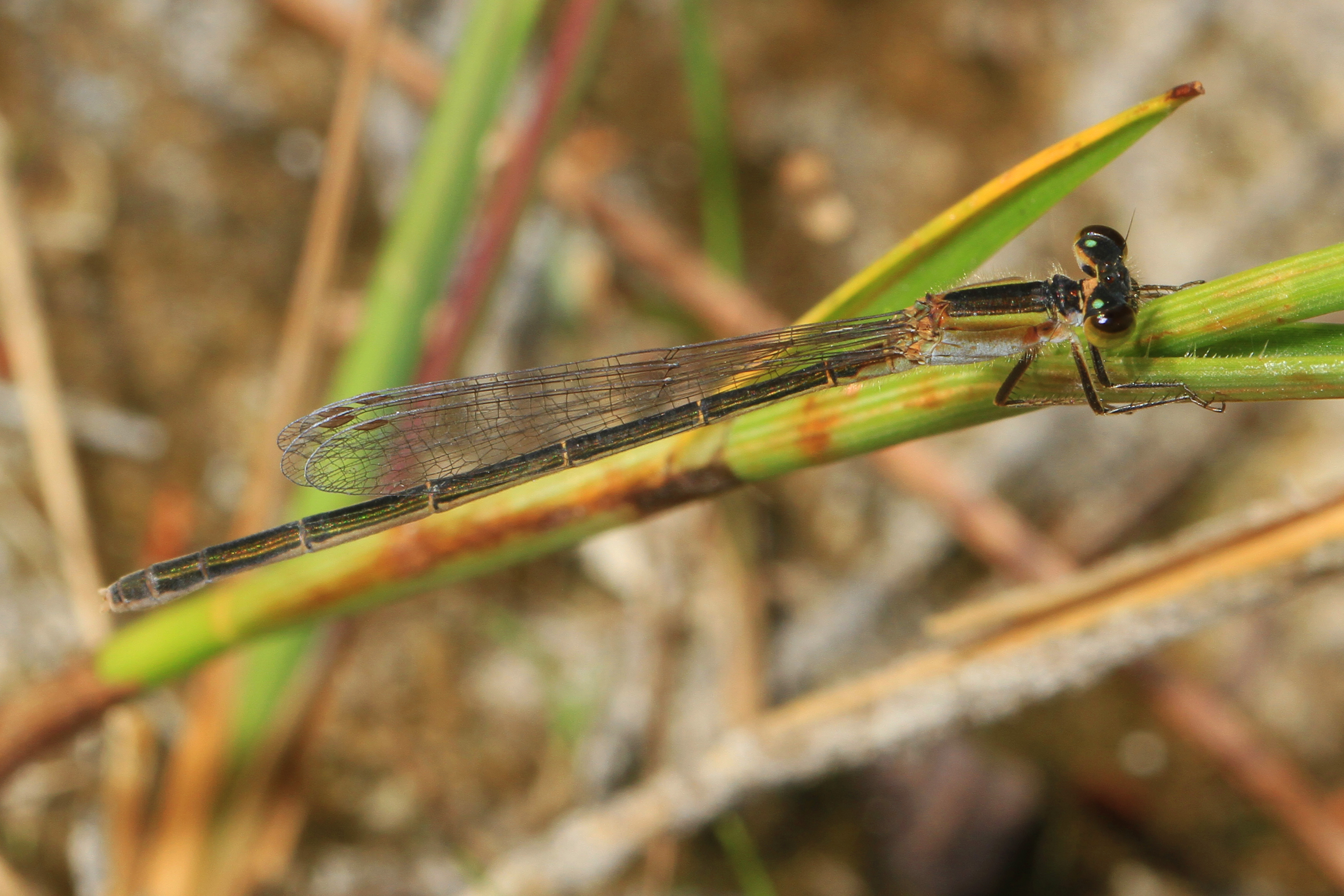
vrouwtje
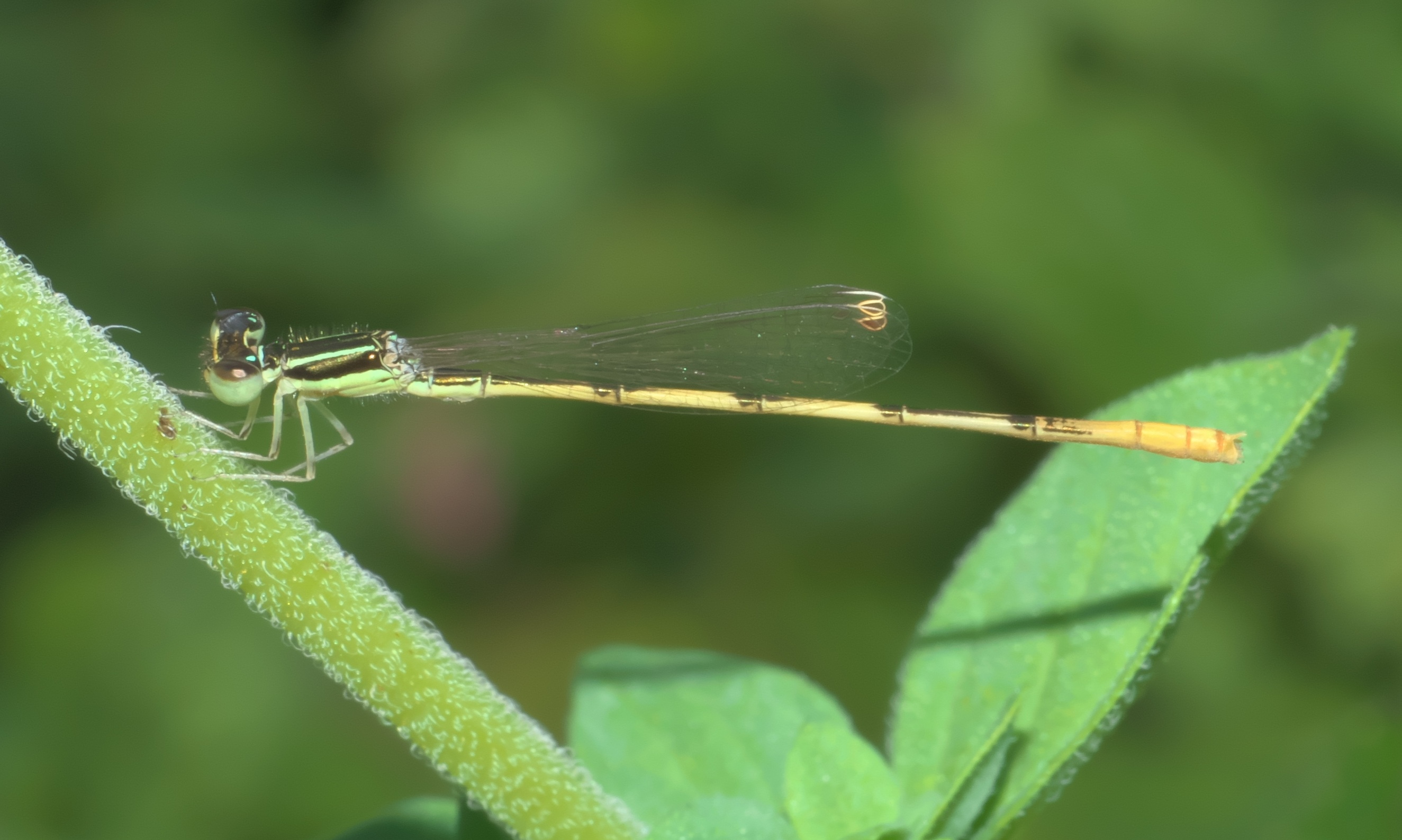
mannetje; het afwijkende pterostigma is goed zichtbaar